# Justicia filibracteolata
Justicia filibracteolata är en akantusväxtart som beskrevs av Gustav Lindau. Justicia filibracteolata ingår i släktet Justicia och familjen akantusväxter. Inga underarter finns listade i Catalogue of Life.